# Cowboykirche

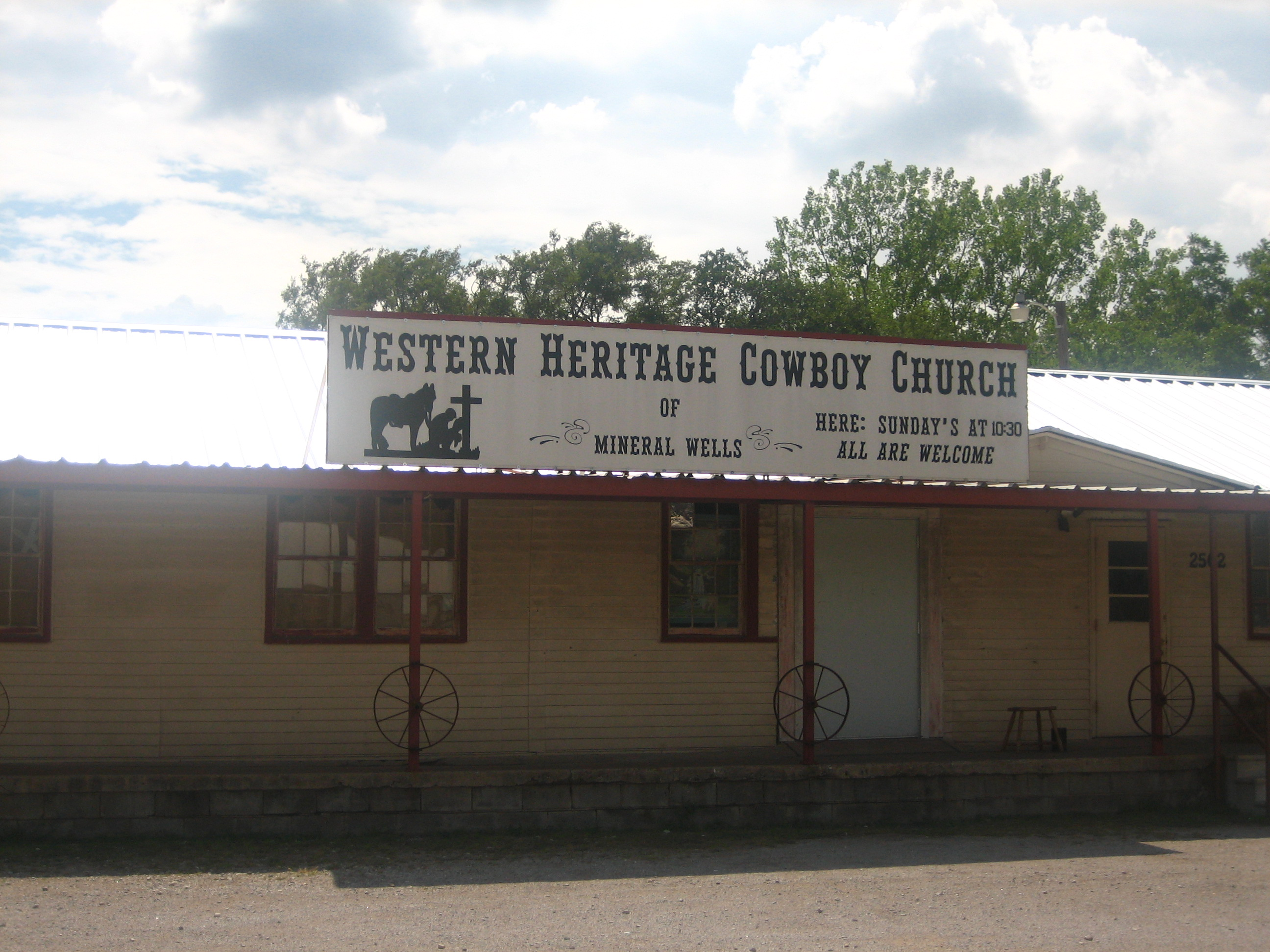
Cowboykirche in Mineral Wells, Texas

Eine Cowboykirche (englisch Cowboy Church) ist eine christliche Kirche, die sich durch einen informellen Stil und die Verwendung von Elementen der Westernkultur auszeichnet. Die Bewegung ist vor allem in den Vereinigten Staaten verbreitet und erfreut sich seit dem späten 20. Jahrhundert wachsender Beliebtheit.

## Geschichte
Die Anfänge der Cowboykirchen lassen sich bis in die 1940er Jahre zurückverfolgen, als die Radiosendung Cowboy Church of the Air von Stuart Hamblen, dem Sohn eines methodistischen Predigers, in Texas ausgestrahlt wurde. In den 1960er und 1970er Jahren erlangte die Evangelisation im Rodeo-Umfeld an Bedeutung, da viele Cowboys und Rancher sich von traditionellen Kirchen entfremdet fühlten. 1970 wurde die Organisation Cowboys for Christ gegründet, die als Keimzelle für viele Cowboykirchen in den USA diente.
Ein wichtiger Impuls kam von Glenn Smith, dessen Buch Apostle Cowboy Style (1988) das Konzept der Cowboykirche weiter prägte.
Als erste feste Cowboykirche gilt die 1985 in der Rodeo-Arena des Nachtclubs Billy Bob’s Texas in Fort Worth gegründete Gemeinde. Dort begann Pfarrer Jeff Copenhaver, nach seinem Auftritt bei den National Finals Rodeo in Las Vegas, regelmäßige Gottesdienste abzuhalten.

## Merkmale und Praktiken
Die Gottesdienste in Cowboykirchen sind bewusst informell gestaltet. Sie dauern in der Regel etwa eine Stunde und bestehen aus einer Mischung aus Musik und biblischer Lehre. Anstelle traditioneller Choräle wird oft christliche Country-Musik mit Bezug zur Bibel gespielt. Besucher werden ermutigt, in ihrer Alltagskleidung zu erscheinen, häufig in Jeans und mit Cowboyhüten. Die Predigten sind in der Regel kurz und verständlich gehalten, um von den Gemeindemitgliedern gut aufgenommen zu werden.
Die Gebäude von Cowboykirchen ähneln oft Scheunen oder Lagerhäusern. Die Inneneinrichtung ist meist schlicht. Einige Kirchen verfügen über eigene Rodeo-Arenen, und als Taufbecken dienen gelegentlich Viehtränken oder Pferdetröge. In Cowboykirchen finden sich oft unkonventionelle religiöse Symbole, die die Western-Thematik aufgreifen. Ein Beispiel ist ein Kreuz, das aus dem Leder von vier Paar Cowboystiefeln gefertigt wurde.
Einige Cowboykirchen bieten spezielle Veranstaltungen an, die ihre Verbindung zur Cowboykultur betonen. Ein Beispiel ist der Arena Church genannte Gottesdienst, der in manchen Kirchen im Freien in einer Arena stattfindet und von Team-Roping-Übungen begleitet wird. In manchen Gemeinden beginnt der Gottesdienst um High Noon, also um 12 Uhr mittags.

## Verbreitung und Wachstum
Seit den 1980er Jahren haben sich Cowboykirchen von Texas aus in den gesamten Vereinigten Staaten verbreitet. Die Bewegung gewann in den 1990er Jahren weiter an Popularität, unter anderem durch die Nashville Cowboy Church, die 1990 von Harry Yates und Joanne Cash Yates (Johnny Cash’s Tochter) gegründet wurde.
Um die Jahrtausendwende begannen auch etablierte Konfessionen, insbesondere baptistische Gruppen, das Konzept der Cowboykirchen zu übernehmen. Die Cowboy Church of Ellis County in Waxahachie, Texas, gegründet von der Baptist General Convention of Texas, entwickelte sich rasch zu einer der größten Gemeinden des Landes. Seit 2000 unterstützt die Western Heritage Ministries der Texas Baptists die Gründung von Cowboykirchen. In den ersten 20 Jahren wurden 191 Cowboykirchen gegründet und über 6 Millionen Dollar aus dem Cooperative Program für die Expansion dieses Dienstes verwendet.
Während viele traditionelle Konfessionen einen Mitgliederschwund verzeichnen, berichten Cowboykirchen von Wachstum. Eine Studie des Pew Research Center ergab, dass die christlichen Kirchen in den USA zwischen 2007 und 2014 etwa fünf Millionen Mitglieder verloren haben. Im Gegensatz dazu entstanden in den Jahren bis 2017 etwa 2500 neue Cowboykirchen.

## Zielgruppe und Theologie
Cowboykirchen richten sich oft an Menschen, die sich in traditionellen Kirchen nicht heimisch fühlen, insbesondere an die ländliche Bevölkerung. Die Theologie wird als einfach und direkt beschrieben, wobei politische Predigten und konfessionelle Streitigkeiten meist vermieden werden. Viele Besucher sind Menschen, die lange keinen Gottesdienst mehr besucht haben oder mit persönlichen Problemen kämpfen.

## Organisation
2004 wurde in Texas die Fellowship of Cowboy Churches gegründet, die die Idee einer Kirche für jedermann vertritt. In den USA ist die Gründung einer Kirche rechtlich relativ unkompliziert und wird oft mit der Anmeldung einer Firma verglichen, was die Verbreitung dieser Bewegung begünstigt.